# La escalera de Wittgenstein
En filosofía, la escalera de Wittgenstein es una metáfora planteada por Ludwig Wittgenstein, en lo que puede ser una referencia deliberada a la Posdata final no científica en los Fragmentos filosóficos (en danés: Afsluttende uvidenskabelig Efterskrift til de philosophiske Smuler) de Søren Kierkegaard. La penúltima proposición del Tractatus Logico-Philosophicus dice:

6.54

   Meine Sätze erläutern dadurch, dass sie der, welcher mich versteht,
am Ende als unsinnig erkennt, wenn er durch sie - auf ihnen - über sie
hinausgestiegen ist.
(Er muss sozusagen die Leiter wegwerfen, nachdem er auf ihr
hinaufgestiegen ist.)

   Er muss diese Sätze überwinden, dann sieht er die Welt richtig.

   Mis proposiciones son esclarecedoras de este modo; que quien me comprende acaba de reconocer que carecen de sentido, siempre que el que comprenda haya salido a través de ellas fuera de ellas. (Debe, pues, por así decirlo, tirar la escalera después de haber subido,)

   Debe superar estas proposiciones; entonces tiene la justa visión del mundo.

## Análisis
Dada la problemática precedente en su Tractatus, este pasaje sugiere que, si un lector entiende los objetivos de Wittgenstein en el texto, entonces esas proposiciones que el lector acaba de leer serán carentes de sentido. A partir de las proposiciones 6.4–6.54, el Tractatus cambia su enfoque de consideraciones principalmente lógicas a lo que pueden considerarse temas más tradicionalmente filosóficos (Dios, ética, metaética, muerte, voluntad) y, menos tradicionalmente junto con estos, lo místico. La filosofía presentada en el Tractatus intenta demostrar cuáles son los límites del lenguaje y qué es el verse confrontado con ellos. Lo que se puede enunciar según Wittgenstein son las proposiciones de las ciencias naturales. Aquellas disciplinas asociadas tradicionalmente a la filosofía, la ética y la metafísica pertenecen al reino de lo carente de sentido, o lo indecible.
Curiosamente, la penúltima proposición del Tractatus, la proposición 6.54, establece que una vez que uno comprende las proposiciones del Tractatus, reconocerá que carecen de sentido (unsinnig), y que deben ser desechadas. La relación lenguaje-realidad se hace inefable. Las proposiciones son capaces de modelar y, por ello, de describir la realidad, pero lo que no pueden hacer, simultáneamente, es describir como lo describen, a menos que se vuelvan autorreferenciales y, en consecuencia, sin sentido. La proposición 6.54, entonces, presenta un difícil problema interpretativo. Si la llamada teoría pictórica del lenguaje es correcta y es imposible representar una forma lógica, entonces la teoría, al tratar de decir algo acerca de cómo deben ser el lenguaje y el mundo para que haya significado, se está socavando a sí misma. Esto quiere decir que la propia teoría pictórica del lenguaje requiere que se diga algo acerca de la forma lógica que las oraciones deben compartir con la realidad para que el significado sea posible. Esto requiere hacer precisamente lo que la teoría pictórica del lenguaje excluye. Parecería, pues, que la metafísica y la filosofía del lenguaje avaladas por el Tractatus dan lugar a una paradoja: para que el Tractatus sea verdadero, necesariamente tendrá que ser un sinsentido por autoaplicación; pero para que esta auto-aplicación convierta las proposiciones del Tractatus en un sinsentido (en el sentido tractariano), entonces el Tractatus debe ser verdadero.

## Antecedentes
La imagen de la escalera es una de las tres que Sexto Empírico invoca en defensa del uso del argumento por parte del escéptico para establecer la irrealidad del argumento: "Porque hay muchas cosas que se hacen a sí mismas lo mismo como lo hacen con otras cosas. Por ejemplo, así como el fuego consume su combustible y luego se destruye con él, y así como las medicinas purgantes expulsan fluidos del cuerpo y luego también se eliminan, de la misma manera el argumento contra la demostración puede extinguirse después de haberl destruido toda demostración. Y de nuevo, así como no es imposible para alguien, después de escalar subir una escalera a un lugar más alto, para derribar la escalera con su pie después de llegar allí, así también no es irrazonable para el escéptico, después de llegar al establecimiento de su punto mediante el uso de la el argumento que demuestra que no hay demostración como un una especie de taburete, para luego destruir este argumento mismo." 
Otros filósofos anteriores a Wittgenstein, incluidos Zhuang Zhou, Schopenhauer y Fritz Mauthner, también habían utilizado una metáfora similar.

## Perspectiva posterior
En sus notas de 1930, Wittgenstein vuelve a la imagen de una escalera, pero con una perspectiva diferente:

I might say: if the place I want to get could only be reached by way of a ladder, I would give up trying to get there. For the place I really have to get to is a place I must already be at now.

Anything that I might reach by climbing a ladder does not interest me.
Podría decir: si al lugar al que quiero llegar solo se pudiera llegar por medio de una escalera, dejaría de intentar llegar allí. Porque el lugar al que realmente tengo que llegar es un lugar en el que ya debo estar ahora.

Todo lo que pueda alcanzar subiendo una escalera no me interesa.